# Purpursnäcka
Purpursnäcka (Nucella lapillus) är en snäckart som först beskrevs av Carl von Linné 1758 (som Bucchinum lapillus). Den ingår i släktet Nucella, och familjen purpursnäckor. Den lever predatoriskt på andra skalbärande djur, främst musslor och havstulpaner. Den förekommer längs Europas atlantkust från Portugal till Novaja Zemlja, men även på västra sidan av Atlanten (i Sverige förekommer den längs västkusten i Halland och Bohuslän). Den används för framställning av purpurfärgämnen. Purpursnäckan drabbades hårt av användandet av tributyltenn som båtbottenfärg, vilket ledde till hormonstörningar som gjorde att honorna ombildades till funktionsodugliga hanar (imposex).